# 鹿児島市立武中学校

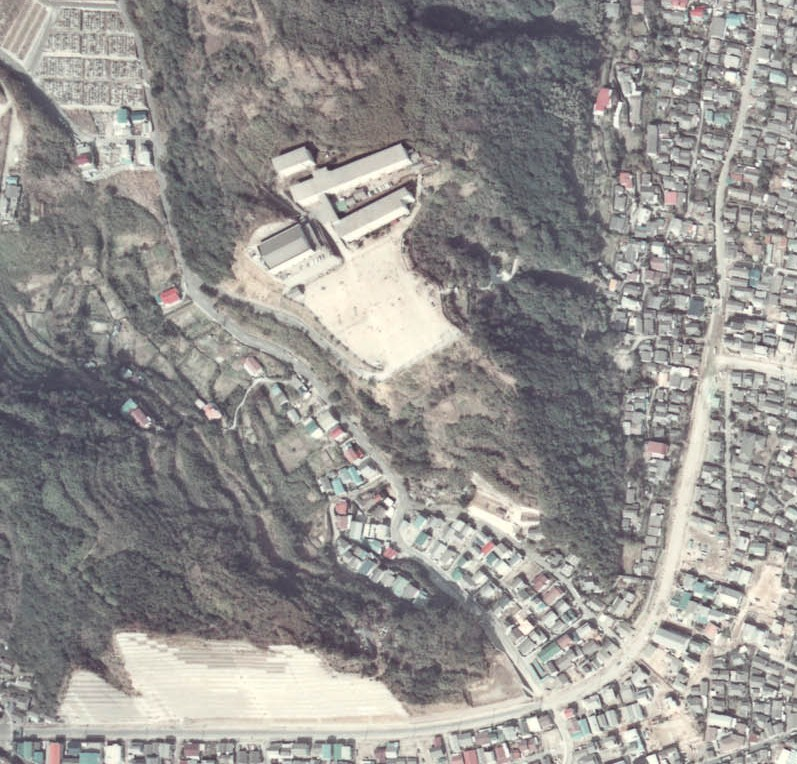
中央部に見えるのが武中学校（昭和47年撮影）

鹿児島市立武中学校（かごしましりつ たけちゅうがっこう）は、鹿児島県鹿児島市武三丁目にある市立中学校である。

## 概要
鹿児島市の中央部の山の中腹にある中学校であり、学校の敷地の直下には武岡トンネルが通っている。校区は武小学校と田上小学校の2小学校の校区から構成されている。2019年現在で全校生徒は503人が在籍している
- 部活動
  - サッカー部
  - 野球部
  - 男子ソフトテニス部
  - 女子ソフトテニス部 (九州大会出場経験有)
  - 女子バレー部 (九州大会出場経験有)
  - 男子バスケットボール部
  - 女子バスケットボール部
  - 卓球部
  - 剣道部
  - 弓道部 (全国大会出場経験有)
  - 吹奏楽部
  - 美術部

。

## 沿革
- 1947年5月22日 - 鹿児島市立第六中学校として開校[3]。
- 1948年（昭和23年） - 鹿児島市立第七中学校（現在の鹿児島市立甲南中学校）に校区の一部を分割。
- 1949年（昭和24年） - 鹿児島市立武中学校に改称[3]。
- 1970年（昭和45年） - 武中学校の校区のうち広木住宅の区域を紫原中学校に編入。
- 1973年（昭和48年） - 田上町の前ケ迫（現在の田上台）の区域を紫原中学校に編入。
- 1975年（昭和50年） - 鶴岡市立鶴岡第二中学校と兄弟校盟約を結ぶ。
- 1976年（昭和51年） - 明和中学校が新設され校区の一部より分割。また、武の一部が城西中学校に編入される。
- 1984年（昭和59年） - 西陵中学校が新設され校区の一部を分割。

## 兄弟校
- 鶴岡市立鶴岡第二中学校 - 1975年（昭和50年）に盟約式を挙行。武中学校からはキョウチクトウ500本、クス5本、桜島の溶岩10個を贈呈した[4]。現在も2年に一度、交代で生徒らを派遣し、交流している。

## 通学区域
- 上荒田町の一部
- 武一丁目から三丁目の全域
- 唐湊一丁目の一部、二丁目の全域
- 田上一丁目から七丁目の全域及び八丁目の一部
- 田上町の一部
- 西別府町の一部

## 周辺
- 鹿児島中央駅
- 武岡トンネル
- 長島美術館
- 建部神社